# Stănești (Giurgiu)
Stăneşti è un comune della Romania di 2 976 abitanti, ubicato nel distretto di Giurgiu, nella regione storica della Muntenia.
Il comune è formato dall'unione di 4 villaggi: Bălanu, Ghizdaru, Oncești, Stănești.